# Roman Šuster
Pas d'image ? Cliquez ici

a Compétitions nationales et continentales officielles uniquement.

b Matchs officiels uniquement.
Dernière mise à jour le 12 novembre 2014.
Roman Šuster, né le 8 janvier 1979, est un joueur de rugby à XV international tchèque évoluant au poste de pilier.

## Biographie
Il est élu meilleur joueur tchèque de rugby de l'année 2010 et 2011, devançant Robert Voves et Pavel Vokrouhlík.
La République tchèque n’est pas vraiment réputée pour ces rugbymen mais Suster, ce robuste pilier, a déjà pas mal bourlingué dans toutes les divisions françaises. Même s’il a commencé le rugby très tard, vers l’âge de 17 ans, dans un lycée de Prague, il est doté de bonnes capacités physiques et techniques.. Capé à 30 reprises dans son pays, il était à Aurillac depuis 2010. Son expérience est un atout

## Carrière

### En club
- Praga (1996-2002),
- 2002-2003 : Stade olympique chambérien rugby (Fédérale 1)
- 2003-2005 : Sporting nazairien rugby (Fédérale 2-Fédérale 1)
- 2005-2007 : USA Limoges (Fédérale 1-Pro D2)
- 2007-2008 : Villeurbanne (Fédérale 1)
- 2008-2009 : RC Rouen  (Fédérale 1)
- 2009-2010 : FC Auch  (Pro D2)
- 2010-2013 : Stade aurillacois Cantal Auvergne (Pro D2)
- 2013-2014 : Stade dijonnais Côte d'Or (Fédérale 1)
- 2014-2015 : Stade Rouennais (Fédérale 2)

### Équipe nationale
Roman Suster a connu sa première sélection 26 septembre 1998 contre l'équipe de l'Ukraine
- 41 sélections avec l'équipe de République tchèque.
- 10 points (2 essais)
- Sélections par année : 5 en 2003, 3 en 2004, 2 en 2005, 1 en 2006, 3 en 2007, 2 en 2008.
- Participation à la Coupe du monde de rugby : junior